# Абделла Льєжон
Абделла Меджаді Льєжон (араб. عبدالله مجادی, фр. Abdellah Medjadi Liegeon, нар. 13 грудня 1957, Оран) — алжирський футболіст, що грав на позиції захисника.
Виступав, зокрема, за клуб «Монако», а також національну збірну Алжиру.
Чемпіон Франції. Володар Кубка Франції. Володар Суперкубка Франції.

## Клубна кар'єра
Абделла Меджаді народився 13 грудня 1957 року в місті Оран, Французький Алжир. Після того, як батьки розлучилися, його мати одружилася з французрм Морісом Льєжоном. Він став опікуном Абделли, і разом з ним Абделла переїхав до Франції, взявши подвійне прізвище Меджаді Льєжон.
Почав займатись футболом у команді «Лон-ле-Соньє». У дорослому футболі дебютував 1976 року виступами за команду Дивізіону 2 «Безансон», в якій провів п'ять сезонів, взявши участь у 63 матчах чемпіонату.
Своєю грою за цю команду привернув увагу представників тренерського штабу «Монако», до складу якого приєднався влітку 1981 року. Відіграв за команду з Монако наступні шість сезонів своєї ігрової кар'єри, вигравши з командою чемпіонат, кубок та суперкубок Франції.
Після цього перейшов у «Страсбур», з яким у першому сезоні 1987/88 виграв Дивізіон 2 і повернув команду в еліту, проте в наступному не зміг врятувати її від вильоту, після чого завершив професійну ігрову кар'єру.

## Виступи за збірну
У складі національної збірної Алжиру був учасником чемпіонату світу 1986 року у Мексиці.

## Титули і досягнення
- Чемпіон Франції (1):

«Монако»: 1981–82
- Володар Кубка Франції (1):

«Монако»: 1984–85
- Володар Суперкубка Франції (1):

«Монако»: 1985